# ФК Биг Бул
ФК Биг Бул је фудбалски клуб из Бачинца. Највећи успех тима је пласман у Прву лигу Србије, други такмичарски ниво српског фудбала, где се, након фузије са Радничким из Шида такмичи под именом ФК Биг Бул Раднички Шид.